# Valverde del Fresno
Valverde del Fresno è un comune spagnolo di 2 516 abitanti situato nella comunità autonoma dell'Estremadura. Nel comune si parla la lingua fala, idioma affine al portoghese con molte influenze estremadurane.

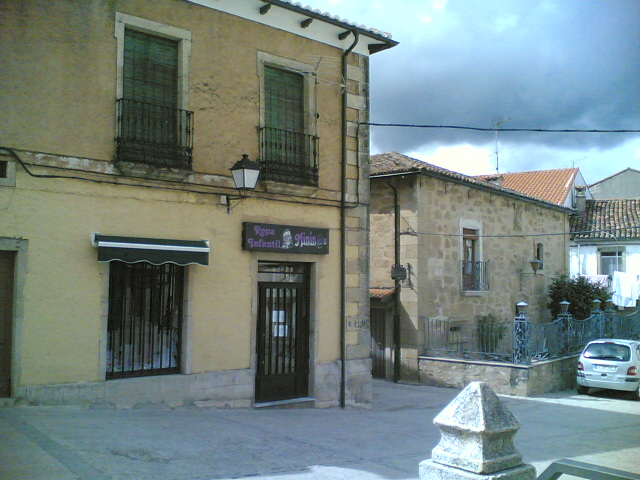
Valverde del Fresno